# Cala Tuent
Cala Tuent ist eine Bucht mit einem steinigen Strand im Nordwesten der Baleareninsel Mallorca. Sie befindet sich in der Gemeinde Escorca unterhalb des Puig Major, des mit 1445 Meter höchsten Berges des Tramuntana-Gebirges. Mit ihrer reizvollen Lage gilt sie als eine der schönsten Buchten an der Tramuntanaküste.

## Lage und Beschreibung

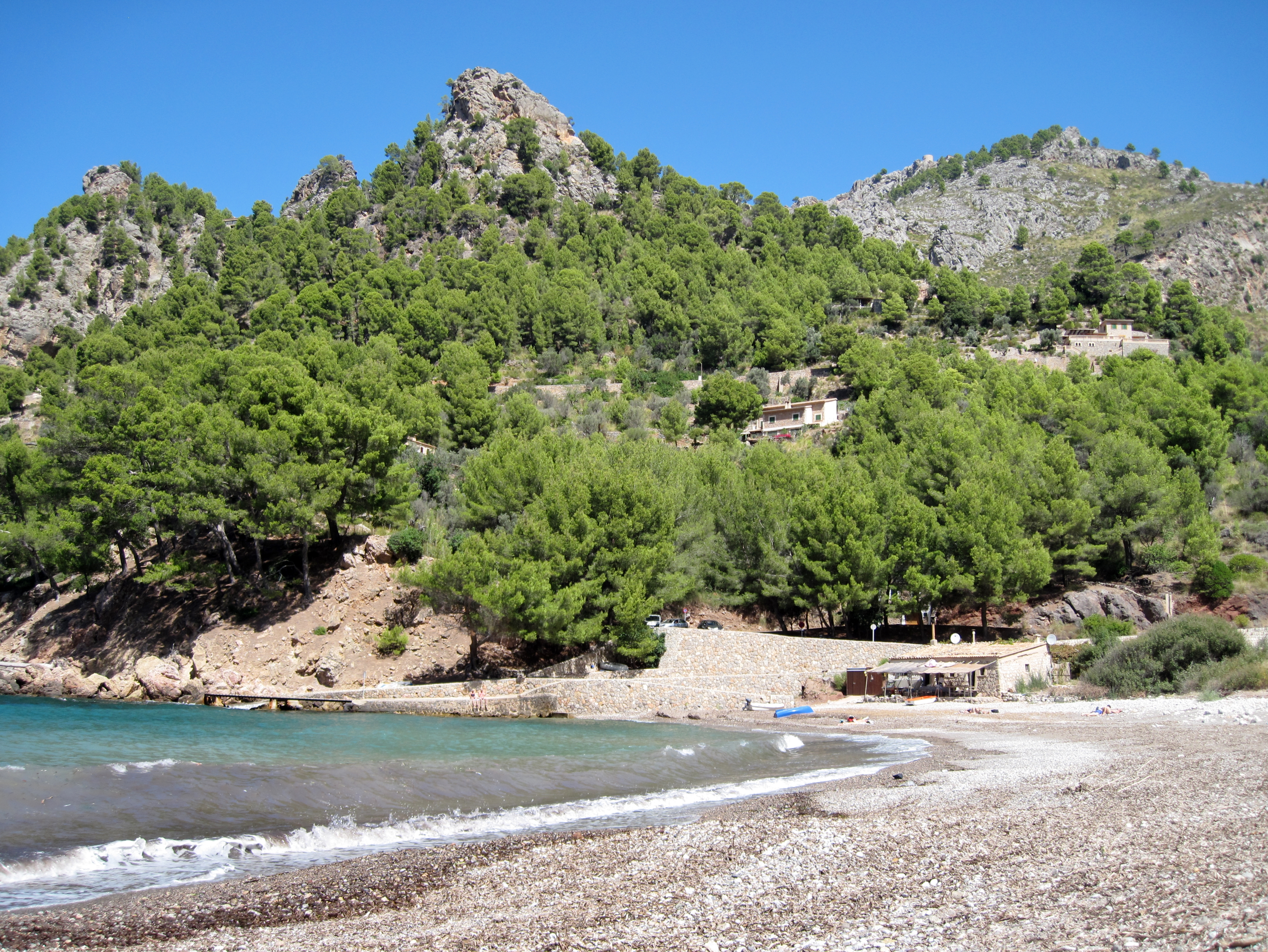
Nordseite mit Fischerhaus

Die Cala Tuent liegt zwischen den beiden Landspitzen Morro des Forat und Penyal Foradat. Der Strand der Cala Tuent, die Platja de Tuent, hat eine Länge von 180 Meter, die mittlere Breite beträgt 55 Meter. Kiesel, Steine und kleine Sandflächen wechseln sich ab. Durch die langgestreckte Wasserfläche des Meereseinschnitts besteht eine moderate Wellenbewegung innerhalb der Bucht. Die Wasserqualität ist ausgezeichnet. Außerhalb der markierten Schwimmfläche gibt es kältere, zum Teil starke Strömungen. Die Bucht wird nicht durch Rettungsschwimmer überwacht. Der Bootsverkehr ist minimal.
An den Seiten der steilen Berghänge stehen einige wenige Häuser in dem die Bucht einrahmenden Kiefernwald. Das Gebäude eines ehemaligen Restaurants in der Mitte des Strandes wurde nach längerem Leerstand abgerissen, aber es gibt ein im Sommerhalbjahr geöffnetes großes Ausflugslokal etwa fünf Gehminuten oberhalb von der Bucht. An der Cala Tuent mündet der Sturzbach Torrent de sa Coma, ein Zusammenfluss der beiden nicht ständig Wasser führenden Bergbäche Torrent de s’Al·lot Mort und Torrent des Gorg des Diners, der direkt am Gipfel des Puig Major entspringt. Es existiert eine Schiffsverbindung von Port de Sóller in die Bucht.

## Zugang
Von der Landstraße MA-10 zwischen Sóller und Lluc wird zunächst der Serpentinenstraße MA-2141 in Richtung Sa Calobra gefolgt. Kurz vor Kilometer 11 ist die Abfahrt zur Cala Tuent nach links ausgeschildert. Die vom Abzweig etwa vier Kilometer lange Straße zur Cala Tuent wurde im Jahr 2007 neu asphaltiert.
Vom Mirador de ses Barques führt ein ausgeschilderter Wanderweg in die Cala Tuent. Er gehört zum Wegenetz des GR 221 und soll einmal zum Santuari de Lluc beziehungsweise zur Berghütte Refugi de Son Amer weitergeführt werden. Für die Strecke vom Mirador de ses Barques bis Cala Tuent sind etwa vier Gehstunden einzuplanen, im Sommerhalbjahr kann von dort mit dem Linienschiff nach Port de Sóller zurückgefahren werden.

## Geschichte
Haus des „Capellà Ganxo“
Das Haus an der Cala Tuent wurde in den 1930er Jahren von einem als „Capellà Ganxo“ bekannten Mann erbaut und diente im Laufe der Jahrzehnte als Wohnhaus, Polizeistation und sollte schließlich zu einem Restaurant umgebaut werden. Im Jahr 2004 eröffnete die spanische Küstenbehörde Demarcación de Costas ein Verfahren, um das Haus abreißen zu lassen, da es in der öffentlichen Küstenzone steht. Trotz Protesten der Eigentümer und Anwohner, die vorschlugen, das Gebäude in eine Herberge für Wanderer umzuwandeln, wurde das Haus im November 2009 abgerissen.

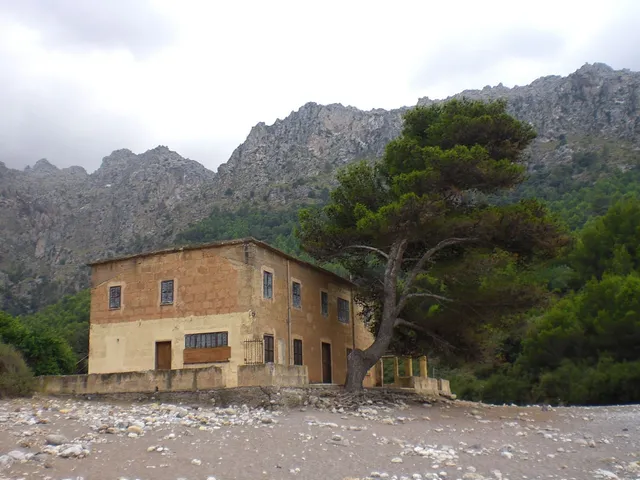
Das ehemalige Haus an der Cala Tuent vor dem Abriss im Jahr 2009.

## Belege
- Karte: Serra de Tramuntana, 1:25.000, Editorial Alpina 2024, ISBN 978-84-7011-100-6.